# Лебедєво (Новосибірська область)
Лебедєво (рос. Лебедево) — село у Тогучинському районі Новосибірської області Російської Федерації.
Входить до складу муніципального утворення Лебедєвська сільрада. Населення становить 895 осіб (2010).

## Історія
Згідно із законом від 2 червня 2004 року органом місцевого самоврядування є Лебедєвська сільрада.

## Населення
| 2002 | 2007  | 2010 |
| ---- | ----- | ---- |
| 1013 | ↗1094 | ↘895 |